# Copenhagen (cavallo)

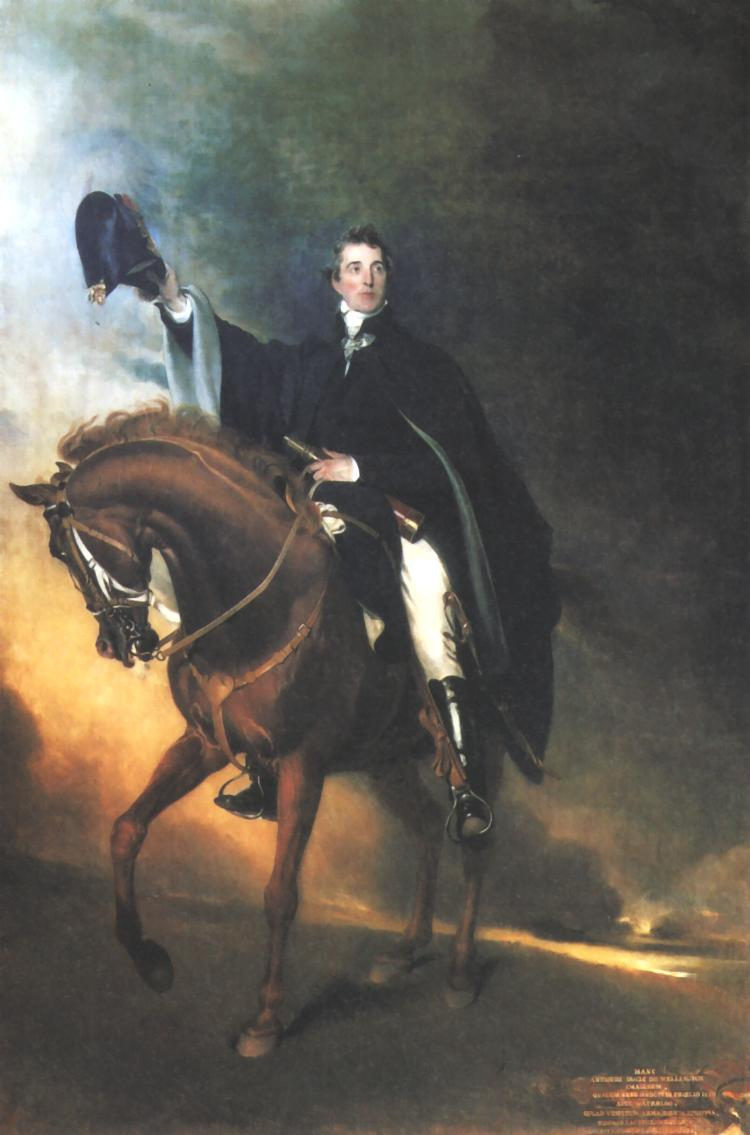
Il duca di Wellington in sella a Copenhagen. Dipinto di Thomas Lawrence (1818).

Copenhagen (1808 – 12 febbraio 1836) fu un cavallo inglese conosciuto per essere stato la cavalcatura usata dal duca di Wellington durante la battaglia di Waterloo, nel 1815.

## Storia
Copenhagen era un cavallo di razza mista anglo-araba, nato nel 1808, di proprietà del Feldmaresciallo inglese Thomas Grosvenor e così chiamato in onore della seconda battaglia di Copenaghen vinta dagli inglesi nel 1807.
Copenhagen fu, per un breve periodo, un cavallo da corsa, prima d'essere venduto al marchese di Londonderry, Charles Stewart e poi, nel 1813, al Duca di Wellington, diventandone il cavallo preferito in guerra.
Morì il 12 febbraio 1836, all'età di 28 anni e venne sepolto, con onori militari, nel parco del castello di Stratfield Saye House, ai piedi di un cerro secolare.

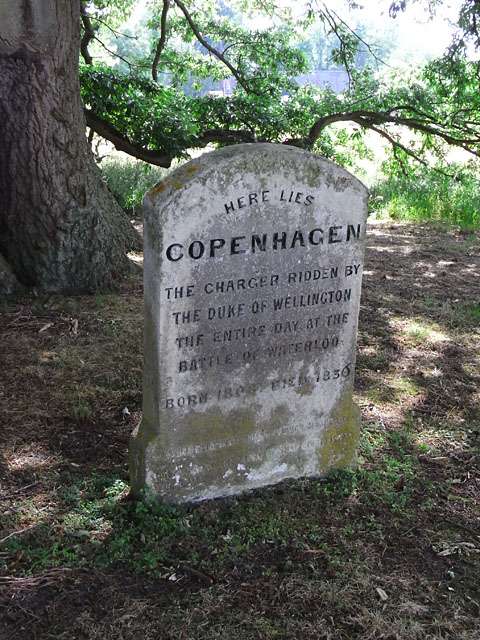
Tomba di Copenhagen a Stratfield Saye House

Qualche anno dopo la sua morte, i servizi museali inglesi chiesero in dono al Duca di Wellington lo scheletro di Copenaghen, in modo che potesse essere esposto vicino a quello di Marengo, il cavallo di Napoleone Bonaparte catturato durante la battaglia di Waterloo, ma il Duca si rifiutò, sostenendo che non ricordava più quale fosse il luogo della sepoltura. Ovviamente era una bugia, dato che il Duca assistette ai funerali e pochi anni dopo fece mettere una lapide sulla tomba di Copenaghen
.